# Relaciones Canadá-Países Bajos
Canadá y los Países Bajos tienen una relación especial como resultado de acciones durante la Segunda Guerra Mundial cuando las fuerzas canadienses lideraron la liberación de los Países Bajos y acogieron a la familia real holandesa en el exilio. La relación especial todavía es visible hoy en día, con el gobierno canadiense describiendo a los Países Bajos como «uno de los socios comerciales, de inversión e innovación más importantes de Canadá». En parte, el Canadian Tulip Festival todavía conmemora esta relación. 
En 2019, se proclamó el Día del Patrimonio Holandés el 5 de mayo de cada año en Canadá; coincidiendo con el Día de la Liberación en los Países Bajos.

## Historia

### De la Segunda Guerra Mundial a la actualidad
Tras la invasión de los Países Bajos y la posterior ocupación del país por la Alemania nazi, la familia real holandesa se refugió en Canadá. La princesa Margarita nació en el exilio mientras su familia vivía en Ottawa. El ala de maternidad del Hospital Cívico de Ottawa en la que nació la princesa Margarita fue declarada temporalmente extraterritorial por el gobierno canadiense, lo que permitió que su ciudadanía estuviera determinada únicamente por la ciudadanía holandesa de su madre. Para conmemorar el nacimiento, el Parlamento canadiense izó la bandera holandesa sobre la Torre de la Paz. Es la única vez que una bandera extranjera ha ondeado sobre el edificio del Parlamento canadiense.

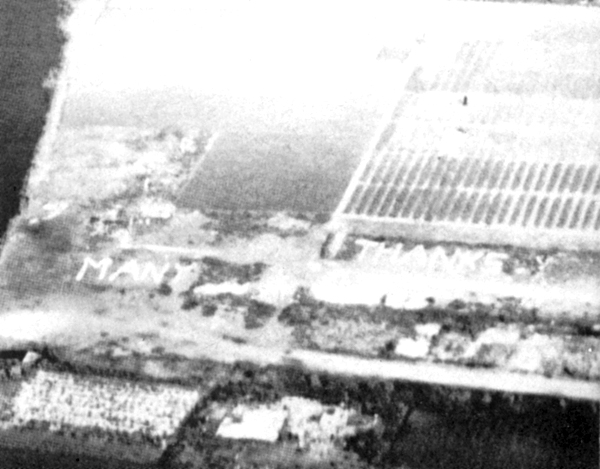
Muchas gracias esparcidas por el suelo en tulipanes tras las operaciones Manna y Chowhound sobre los entonces ocupados Países Bajos.

Durante 1945, el Primer Ejército Canadiense se encargó de liberar los Países Bajos, lo que consiguió mediante batallas como la Batalla del Escalda y la Liberación de Arnhem. La liberación del Randstad, una de las zonas más densamente pobladas del mundo, es especialmente notable porque la población civil de la zona aún sufría los terribles efectos del Hongerwinter («invierno del hambre»). Estaba aislada de los alimentos disponibles en el resto de los Países Bajos. Las fuerzas alemanas en los Países Bajos se rendirían finalmente en Wageningen, el 5 de mayo de 1945, pero no antes de que unos 18 000 civiles holandeses murieran de hambre y malnutrición (la Real Fuerza Aérea de Canadá ya había realizado lanzamientos aéreos desesperados de alimentos sobre el territorio holandés ocupado por los alemanes en la Operación Maná. Los civiles escribieron «¡Gracias, canadienses!» en sus tejados como respuesta). Inmediatamente después de la rendición, las unidades canadienses pudieron desplazarse al Randstad y distribuir rápidamente los alimentos que se necesitaban desesperadamente, lo que hizo que muchos vieran a los canadienses no sólo como liberadores, sino como salvadores.

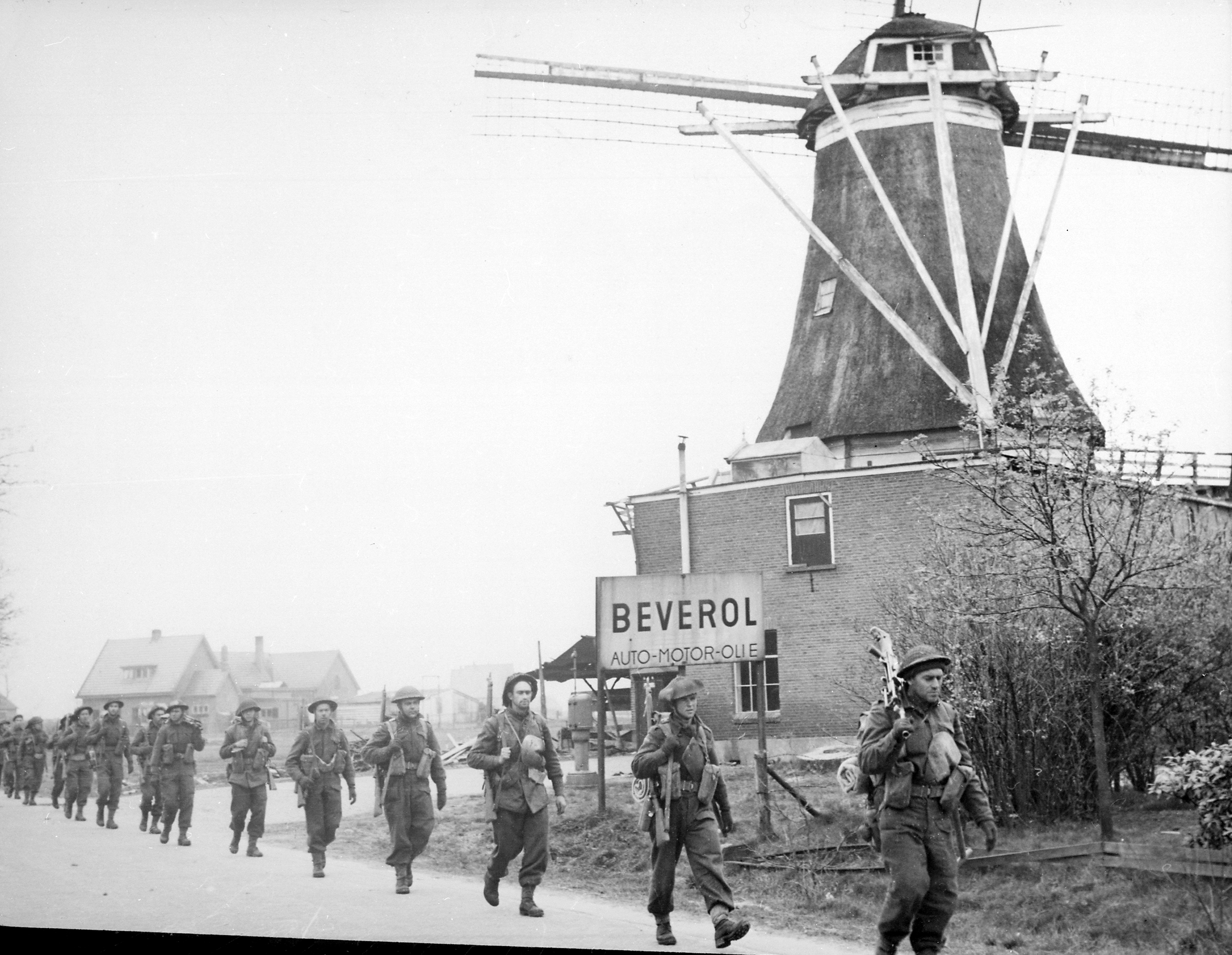
Tropas canadienses pasan junto a un molino de viento en Rijssen-Holten, abril de 1945.

En agradecimiento, los holandeses enviaron decenas de miles de tulipanes (la flor nacional holandesa) a Ottawa. Al año siguiente, la familia real también aportó miles, y otros diez mil cada año desde entonces. Las donaciones se convirtieron en una tradición anual que culminó en el Festival Canadiense del Tulipán. Lo que hoy se conoce como el Festival Canadiense del Tulipán en el Parque de los Comisarios de Ottawa fue originalmente un regalo de 100 000 tulipanes hecho por la madre de Margarita, la princesa heredera Juliana, como se la conocía entonces, «para conmemorar la contribución de Canadá a la liberación de los Países Bajos y como agradecimiento a Ottawa por acoger a su familia durante la guerra».

## Visitas de estado

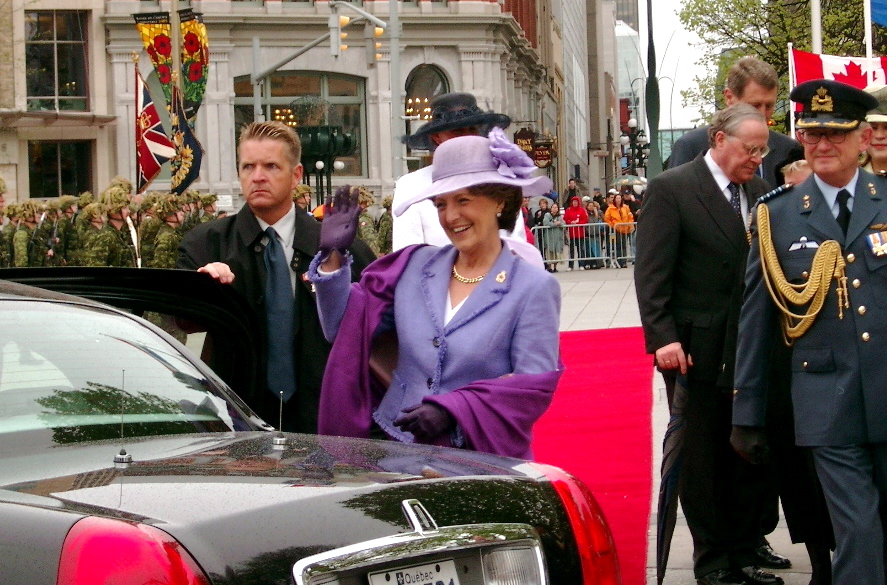
La Princesa Margarita regresa a Ottawa para asistir al Festival del Tulipán de Canadá en mayo de 2002.

En mayo de 1967, la reina Juliana de los Países Bajos visitó Canadá. Del 9 al 17 de mayo de 1988, la Reina Beatriz de los Países Bajos y el Príncipe Nicolás visitaron Canadá. El Rey Guillermo Alejandro y la Reina Máxima realizaron una visita de Estado muy publicitada a Canadá del 27 al 29 de mayo de 2015, recibiendo una acogida extremadamente calurosa, especialmente en Ontario.

## Cooperación internacional
Canadá y los Países Bajos han colaborado estrechamente en muchos asuntos exteriores. Ambos son miembros de las Naciones Unidas (y sus organismos especializados), la Organización Mundial del Comercio, Interpol, son miembros fundadores de la Organización del Tratado del Atlántico Norte (OTAN), el Consejo de Asociación Euroatlántico (CAEA), la Organización para la Seguridad y la Cooperación en Europa (OSCE) y el Pacto de Estabilidad para Europa Sudoriental. Canadá y los Países Bajos también colaboran en cuestiones como la prohibición y eliminación de las minas antipersona, el control de la proliferación de armas pequeñas y ligeras, la erradicación de las peores formas de trabajo infantil, el suministro de fuerzas de reacción rápida para el mantenimiento de la paz a las Naciones Unidas (SHIRBRIG) y cuestiones de seguridad regional como Bosnia (SFOR) y Etiopía y Eritrea (MINUEE).

## Cooperación militar reciente
Las fuerzas armadas neerlandesas y canadienses combatieron juntas regularmente en la guerra de Afganistán hasta la retirada de los Países Bajos en 2010.

### Afganistán
El papel de Canadá en la invasión de Afganistán fue ayudar a entrenar al Ejército Nacional Afgano y a la policía, facilitar la reconstrucción, además de proporcionar seguridad. Sin embargo, en 2006, cuando la situación en la provincia de Kandahar se volvió cada vez más violenta, las Fuerzas Canadienses participaron en varias operaciones y batallas. La Real Fuerza Aérea Canadiense tenía una importante presencia en Afganistán, incluidos tres aviones de carga Hércules CC-130, dos aviones de vigilancia CP-140, seis helicópteros de transporte CH-147 Chinook, seis Mil Mi-8 arrendados durante un año a Skylink Aviation, ocho helicópteros utilitarios CH-146 Griffon y tres vehículos aéreos no tripulados CU-170. El Ejército canadiense aumentó su presencia con carros de combate principales, unos diez Leopard C2 y veinte Leopard 2A6M CAN, aproximadamente cien vehículos blindados LAV III y utilizó seis obuses M777 de 155 mm en Afganistán.

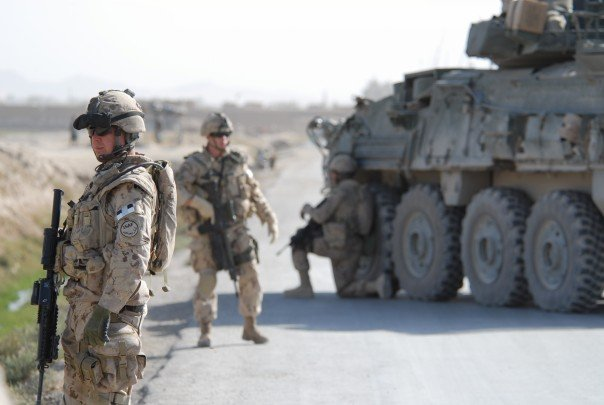
Soldados de la Guardia de Granaderos canadiense en la provincia afgana de Kandahar, en la foto, lucharon con soldados holandeses contra los insurgentes afganos.

En el marco de la Operación Libertad Duradera, los Países Bajos también desplegaron aviones como parte de la Fuerza Aérea Europea Participante (EPAF) en apoyo de las operaciones terrestres en Afganistán, así como fragatas navales holandesas para vigilar las aguas de Oriente Medio/Océano Índico. Los Países Bajos desplegaron más tropas y helicópteros en Afganistán en 2006, en el marco de una nueva operación de seguridad de la ISAF en el sur del país. Las fuerzas terrestres y aéreas holandesas totalizaron casi 2000 efectivos durante 2006, participando en operaciones de combate junto a fuerzas británicas y canadienses como parte de la fuerza ISAF de la OTAN en el sur. Holanda anunció en diciembre de 2007 que comenzaría a retirar sus tropas de las Fuerzas Armadas Holandesas de Afganistán, principalmente en la provincia de Uruzgan, en julio de 2010. «No tengo garantías de que otros países estén dispuestos a sustituir a las tropas holandesas, pero estoy seguro de que las tropas holandesas se retirarán en 2010», declaró el ministro de Asuntos Exteriores, Maxime Verhagen. «Se lo indiqué por escrito (...) al secretario general de la OTAN, que lo ha confirmado». Las negociaciones de última hora de febrero de 2010, tras una nueva petición de la OTAN, no modificaron esta postura, y el 1 de agosto de 2010 se produjo el traspaso de mando a Estados Unidos y Australia, con lo que se puso fin oficialmente a la misión militar neerlandesa, aunque durante el resto del año permanecería una fuerza operativa de redespliegue para completar el retorno de vehículos y otros equipos a los Países Bajos.

### Military sales
En 2007, los Países Bajos vendieron 100 tanques Leopard a Canadá. Se trata de 20 Leopard 2-A6 y 80 Leopard 2-A4. El acuerdo se anunció durante la visita a Canadá del Ministro de Defensa holandés, Eimert van Middelkoop. Como parte del acuerdo, el ejército holandés tenía la intención de proporcionar formación a instructores canadienses. El ejército holandés también utiliza el fusil Colt Canada C7 como fusil de servicio.

### Tratados militares
Canadá y los Países Bajos han firmado dos tratados separados que regulan y permiten el despliegue de soldados para entrenamiento y defensa mutua, en el territorio del otro. Como aliados de la OTAN, en virtud del artículo 5, Canadá considera que un ataque contra los Países Bajos es un ataque contra Canadá y lo contrario también es cierto. Esto sólo se aplica a las acciones en territorios europeos y norteamericanos al norte del Trópico de Cáncer, excluyendo así a los Países Bajos del Caribe, Aruba, Curaçao y Sint Maarten.

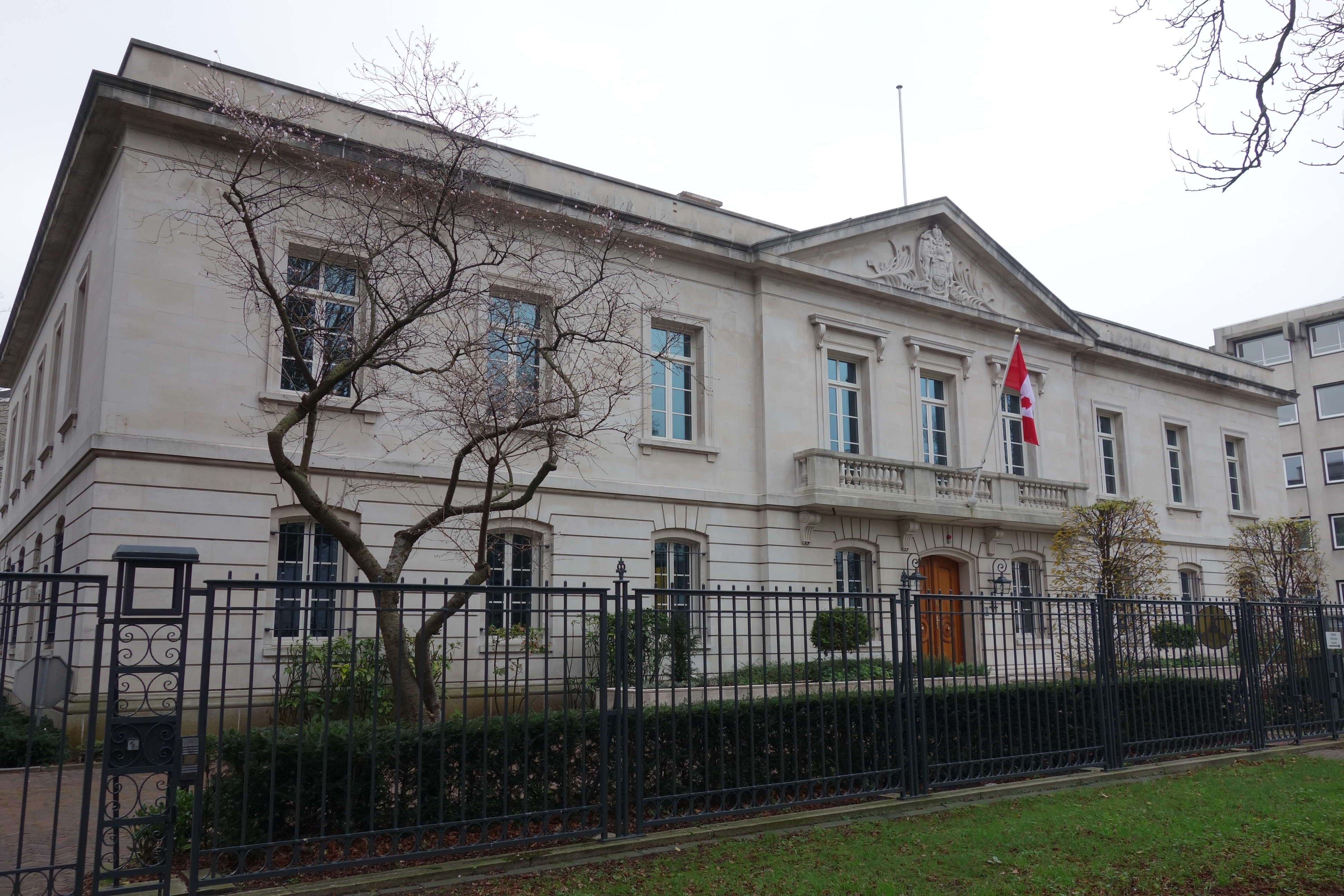
Embajada de Canadá en La Haya

## Misiones diplomáticas residentes
- Canadá tiene una embajada en La Haya.
- Países Bajos tiene una embajada en Ottawa y consulados-generales en Toronto y Vancouver.